# Swarth Fell
Swarth Fell är ett berg i Storbritannien.   Det ligger i grevskapet Cumbria och riksdelen England, i den centrala delen av landet, 300 km norr om huvudstaden London. Toppen på Swarth Fell är 681 meter över havet.
Terrängen runt Swarth Fell är huvudsakligen lite kuperad. Runt Swarth Fell är det ganska glesbefolkat, med 40 invånare per kvadratkilometer. Närmaste större samhälle är Sedbergh, 10,7 km väster om Swarth Fell. Trakten runt Swarth Fell består i huvudsak av gräsmarker.